# Етабл на Мору
Етабл на Мору (фр. Etables-sur-Mer) насеље је и општина у северозападној Француској у региону Бретања, у департману Приморје која припада префектури Сен Бријек.
По подацима из 2011. године у општини је живело 3036 становника, а густина насељености је износила 323,67 становника/km². Општина се простире на површини од 9,38 km². Налази се на средњој надморској висини од 80 метара (максималној 82 m, а минималној 0 m).

## Демографија
| 1962. | 1968. | 1975. | 1982. | 1990. | 1999. | 2011. |
| ----- | ----- | ----- | ----- | ----- | ----- | ----- |
| 1.928 | 1.954 | 2.041 | 2.039 | 2.121 | 2.514 | 3.036 |

График промене броја становника у току последњих година